# Сен-Марсо, Рене де
Рене де Сен-Марсо (фр. René de Saint-Marceaux; 23 сентября 1845, около Реймса — 23 апреля 1915, Париж) — французский скульптор и медальер.

## Биография
Рене де Сен-Марсо  родился в Реймсе в богатой семье. Он был внуком Августина Мари де Поль де Сен-Марсо (1790-1870), мэра города Реймса, мецената, много сделавшего для города, и основателя компании по производству шампанских вин. В восемнадцать лет Рене де Сен-Марсо уехал в Париж, где учился в Национальной школе изящных искусств у скульптора Франсуа Жуффруа. Будучи богатым человеком, он отказался от участия в конкурсе на Римскую премию, дававшую право бесплатной поездки в Рим, и вместо этого поехал в Италию сам, остановив свой выбор на Флоренции (1868). В 1873-74 годах он побывал в Италии ещё раз.
Стиль Сен-Марсо знаменовал собой переход от традиционной скульптуры к поискам новой формы. Так, когда после Франко-Прусской войны он получил заказ создать в Реймсе надгробие аббата Мируа, французского патриота, расстрелянного немецкими солдатами, то изобразил его лежащим на животе, как бы упавшим на землю после расстрела. Не менее новаторскими были и многие другие работы мастера, на которых фигуры то застывают в причудливых позах, то как будто врастают в камень. При этом, на протяжении всей жизни творчество Сен-Марсо пользовалось устойчивой популярностью у современников.
Он выставлялся на Парижском салоне начиная с 1868 года. В середине 1870-х годов, после возвращения из Италии, он создал подчёркнуто ренессансную  по своим формам скульптуру «Дух, охраняющий тайну гробницы», напомнившую зрителям стиль Микеланджело, которая ныне хранится в музее Орсе.

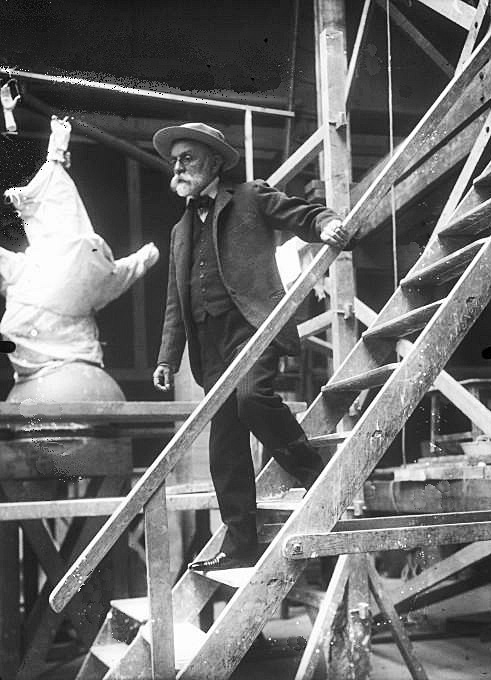
Скульптор Сен-Марсо в своей мастерской, 1907 год.

Сен-Марсо создал, среди прочего, несколько статуй для украшения поместья барона Ротшильда и надгробие Александра Дюма-сына на кладбище Монмартр. В 1905 году скульптор был избран действительным членом Академии изящных искусств. Офицер ордена Почётного легиона (11 января 1913).
Возможно наиболее известной работой Сен-Марсо является выполненная из бронзы и гранита скульптура, установленная в 1909 году перед зданием штаб-квартиры Всемирного почтового союза в Берне, Швейцария. Скульптура представляет пять фигур, символизирующих пять континентов, которые как бы парят в воздухе, взявшись за руки, вокруг земного шара, символизируя свободную передачу почтовых отправлений по всему миру. В честь этого памятника и его создателя, Сен-Марсо, Швейцарией и Францией в 2009 году была выпущена совместная почтовая марка. На современном флаге Всемирного почтового союза также изображён памятник работы Сен-Марсо.
И без того обеспеченный человек, Сен-Марсо женился в 1892 году на Маргарите Журден (1850—1930), вдове художника-академиста Эжена Бони (1841—1891), состояние которого она только что унаследовала. Музыкальный салон Маргариты де Сен-Марсо на бульваре Мальзерб в Париже  конкурировал со знаменитым салоном княгини де Полиньяк. Маргарита была одним из прототипов мадам Вердюрен в романе Марселя Пруста «В поисках утраченного времени». В 1913 году Рене де Сен-Марсо усыновил троих взрослых сыновей Маргариты от первого брака. Увлечением Сен-Марсо было коллекционирование античных монет. Увлекаясь нумизматикой, он и сам работал, как медальер.
Рене де Сен-Марсо скончался в Париже, но похоронен был на кладбище церкви Сен-Мартен в Кюи-Сен-Фиакре (департамент Приморская Сена). В этом городе он владел загородным домом (шале), где его семья отдыхала летом.
В честь Сен-Марсо и его деда назван бульвар Сен-Марсо в Реймсе. Кроме того, его именем названа улица в Париже.

## Галерея

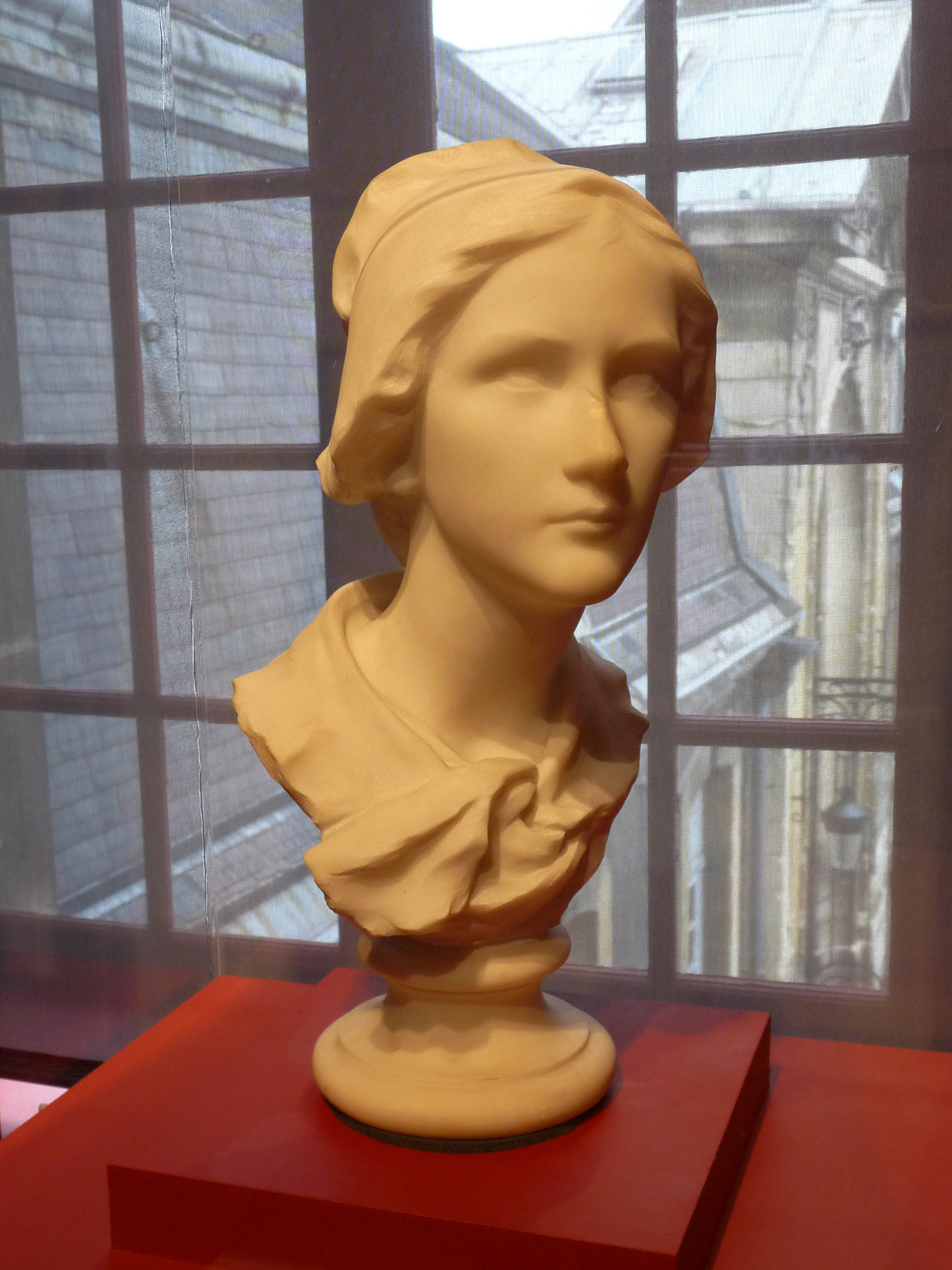
Бюст Шарлотты Корде.
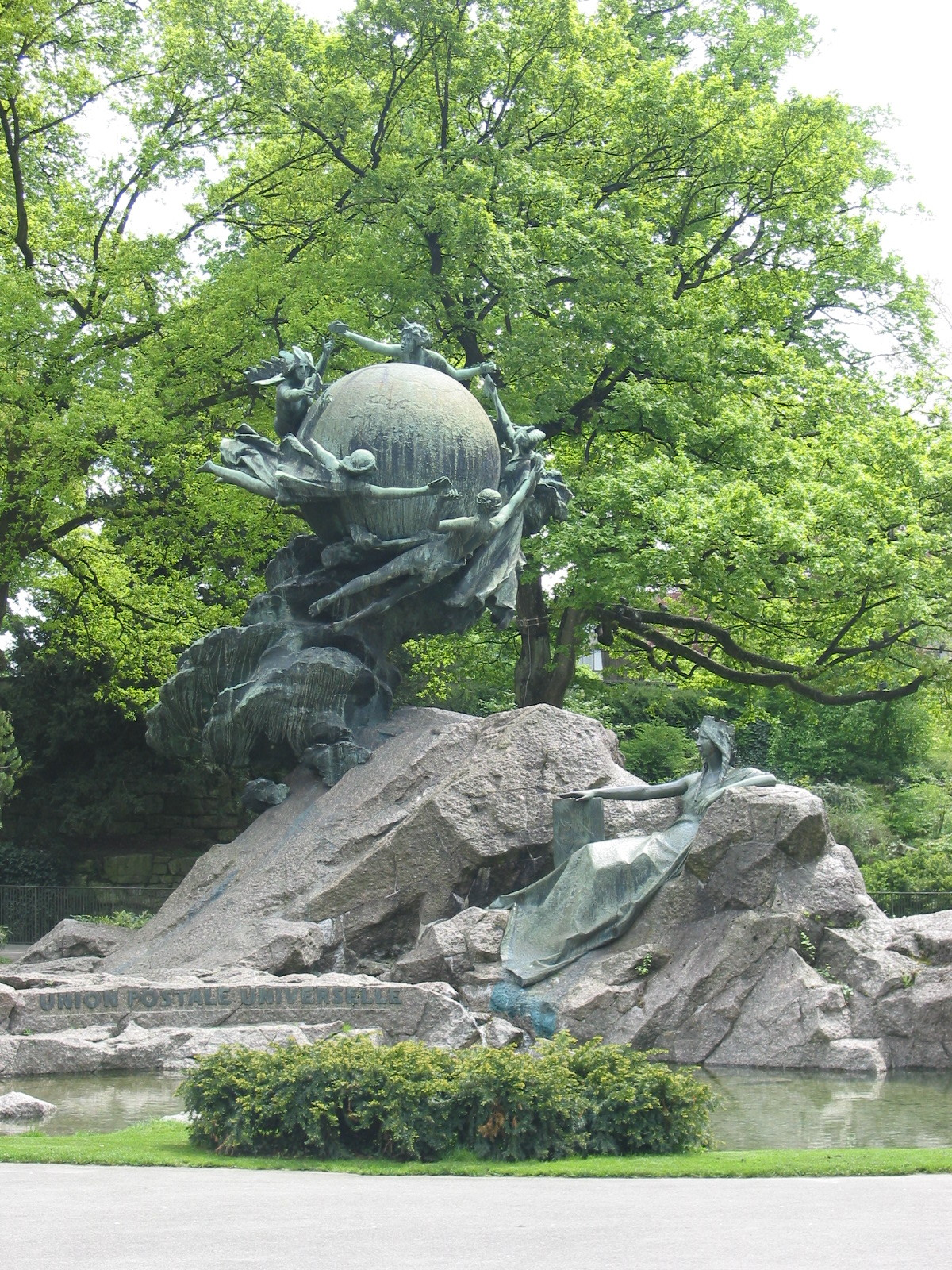
Памятник-символ Всемирного почтового союза.
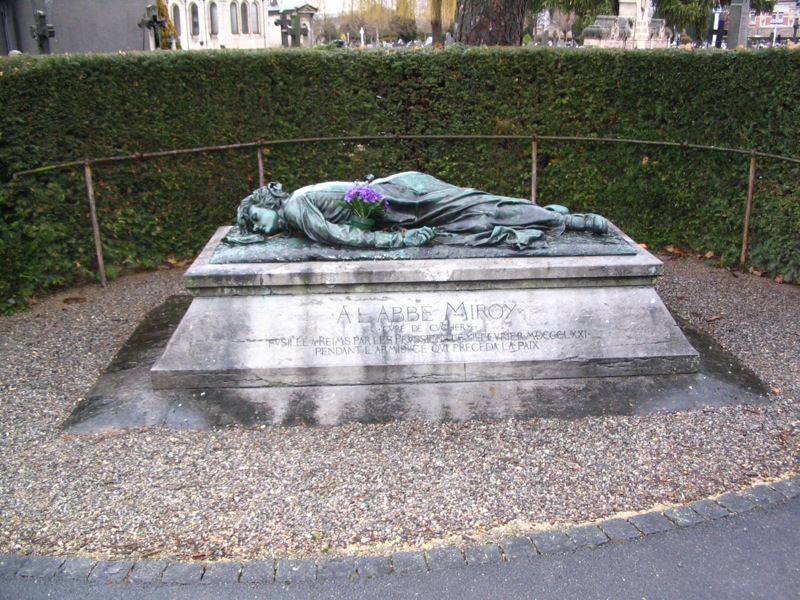
Надгробие аббата Мируа.
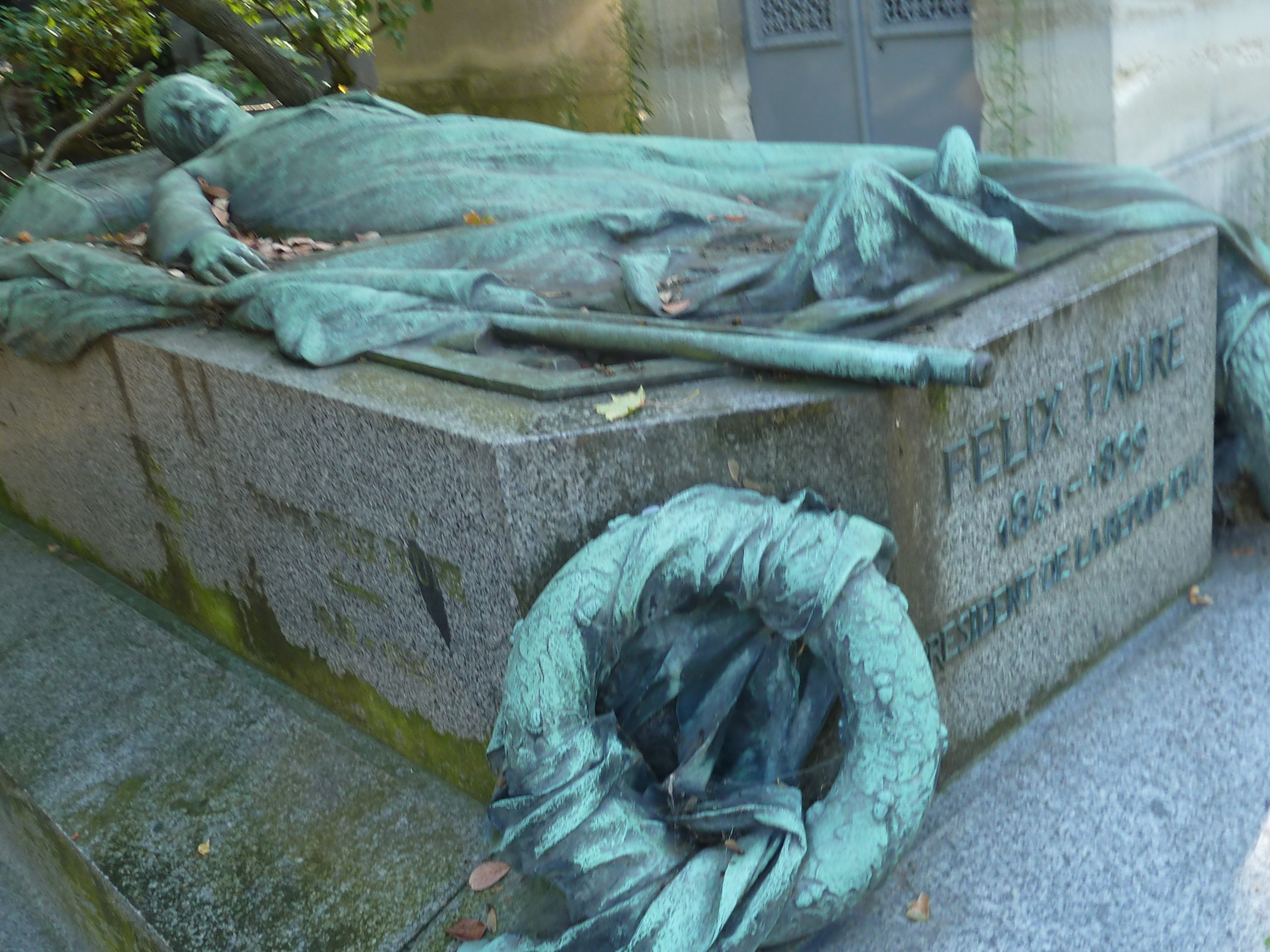
Надгробие президента Франции Феликса Фора.
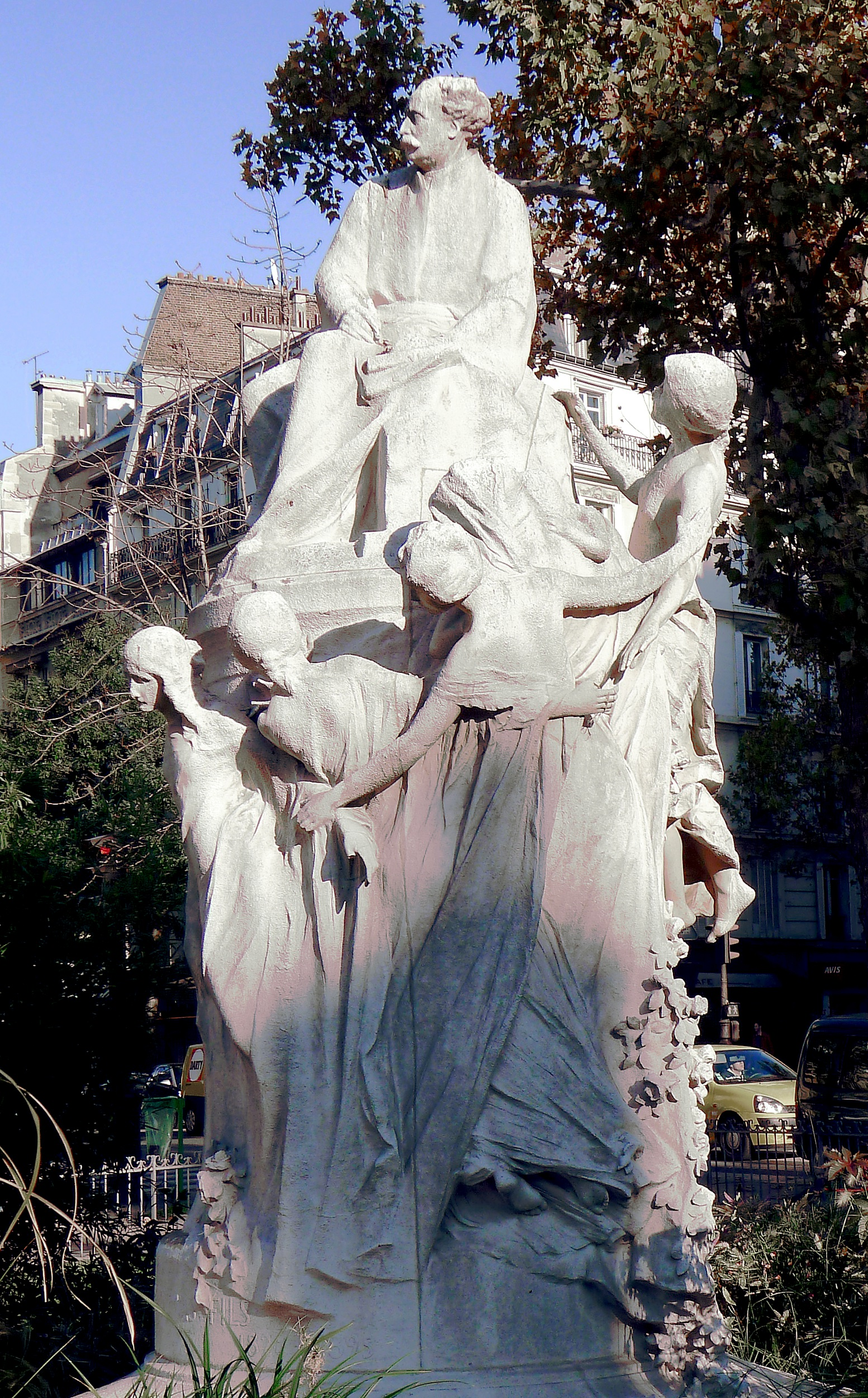
Памятник Александру Дюма-сыну, Париж.
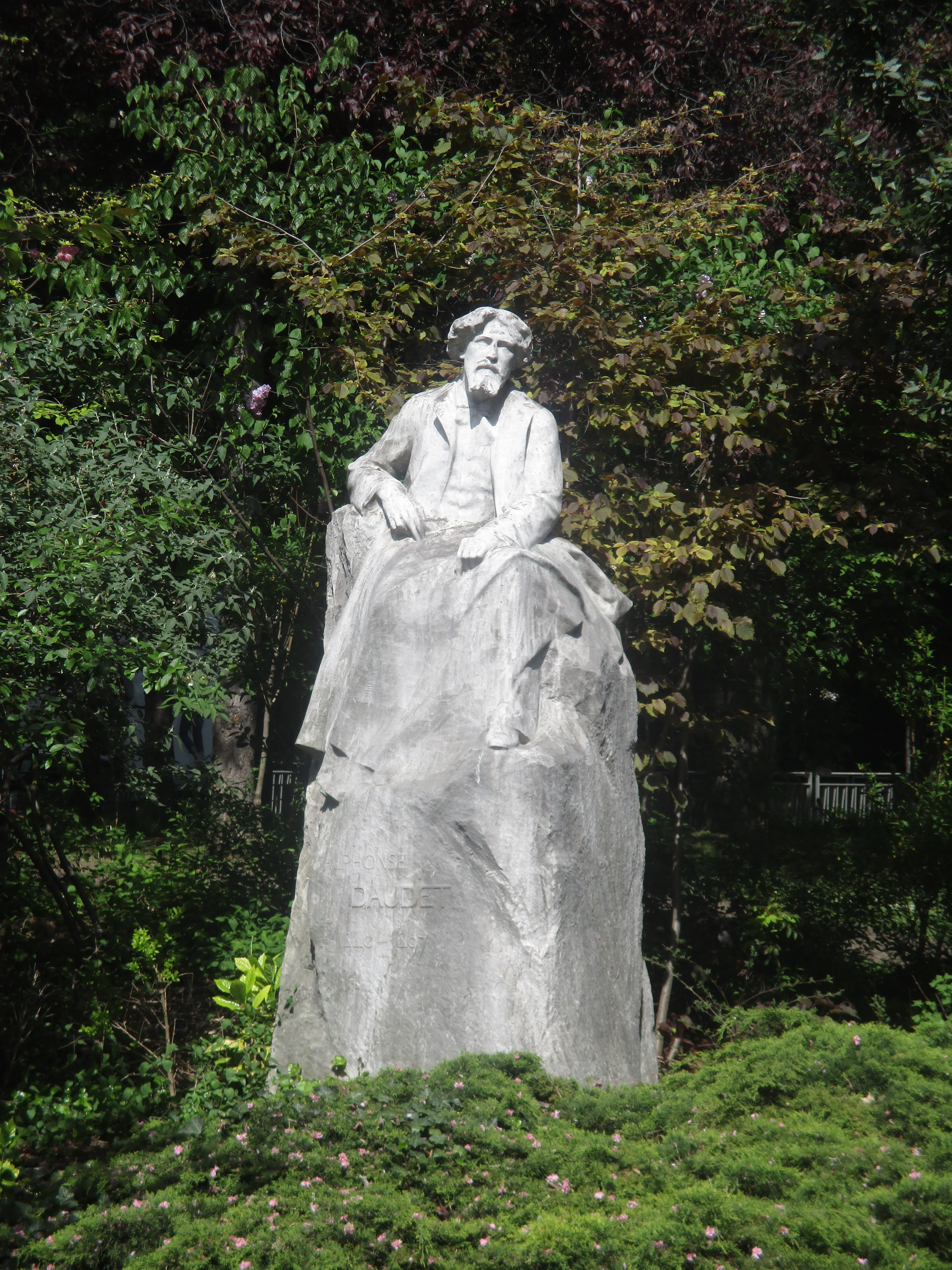
Памятник Альфонсу Доде, Париж.
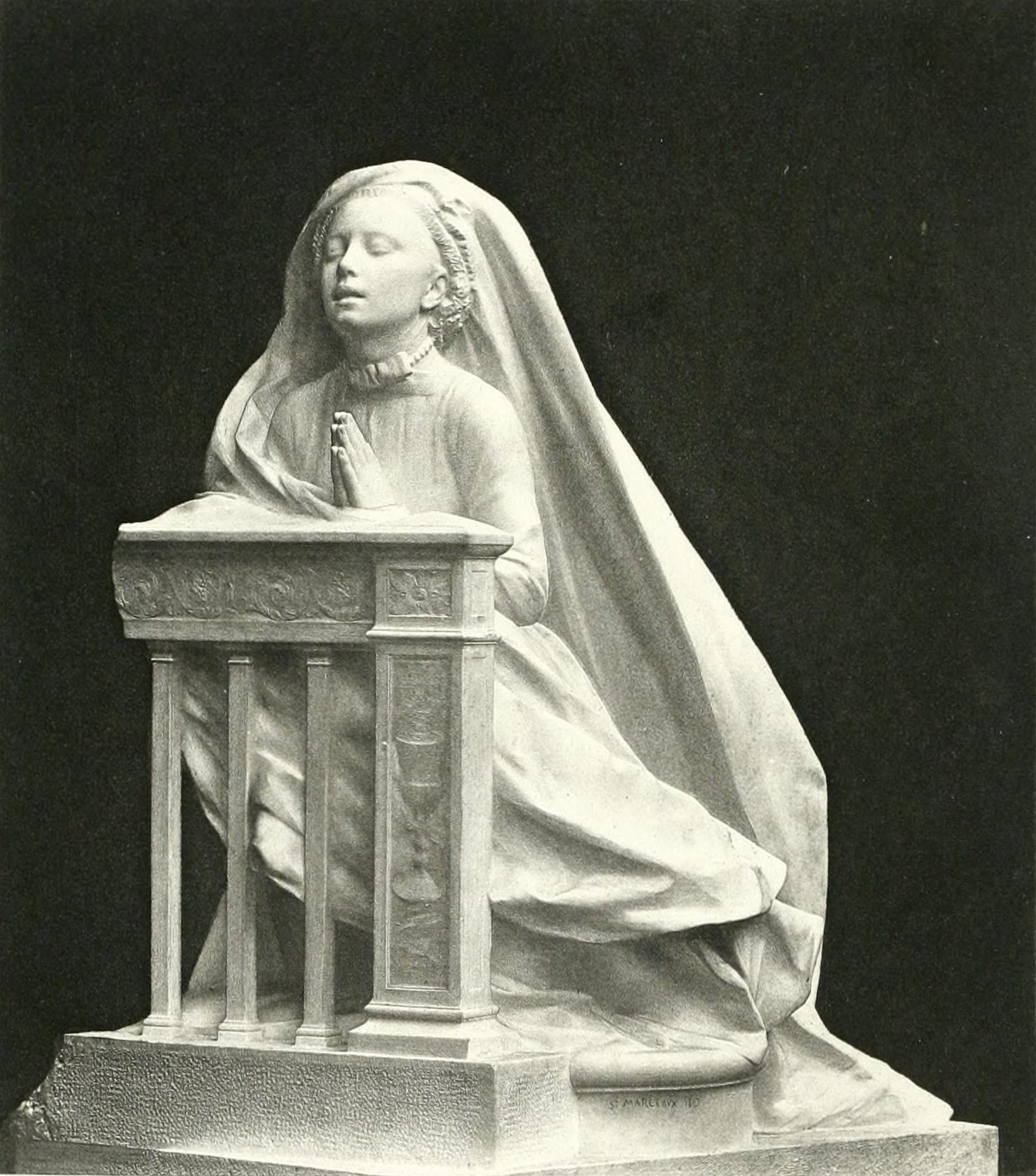
Первое причастие.
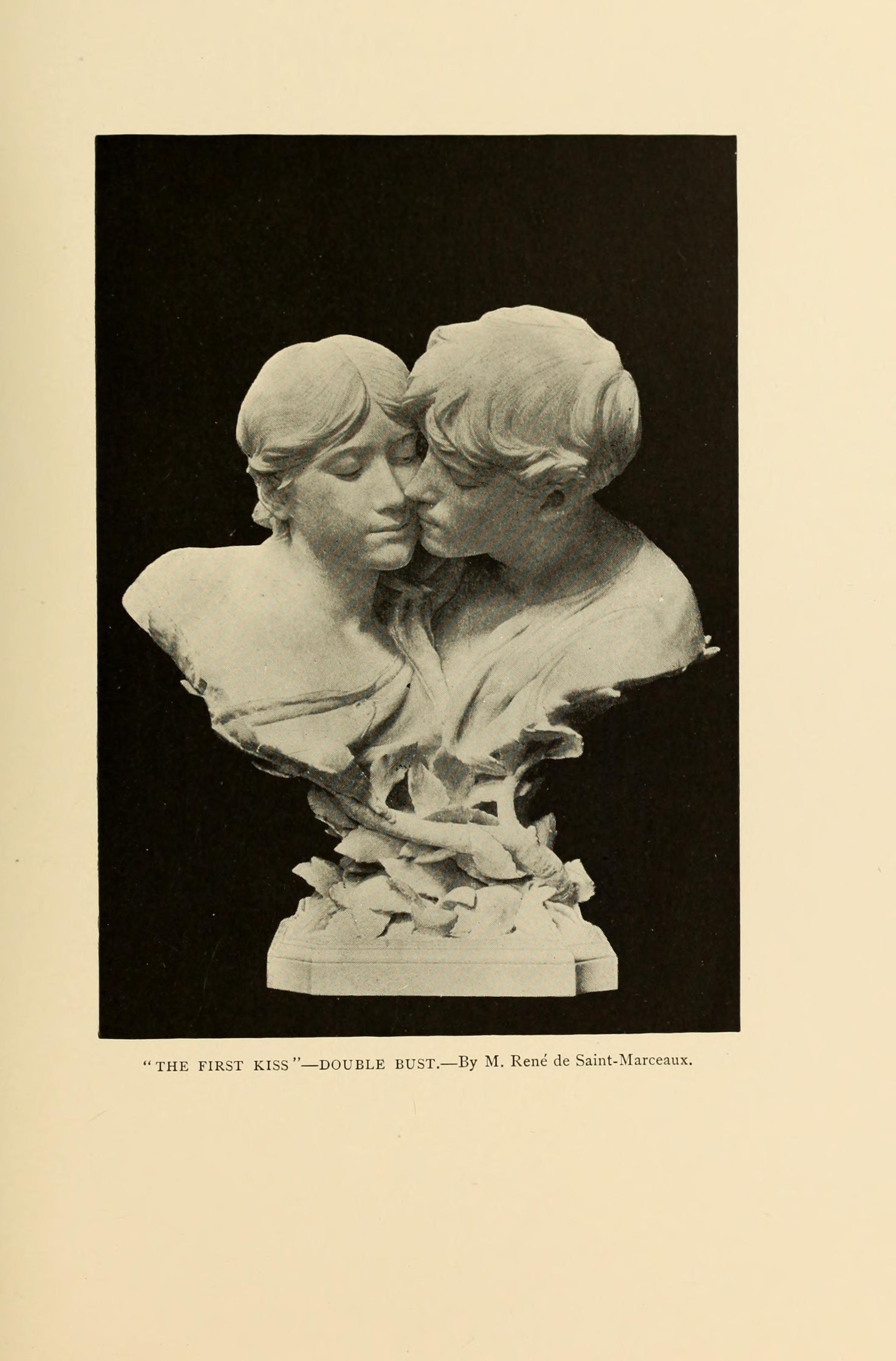
Первый поцелуй (двойной бюст).
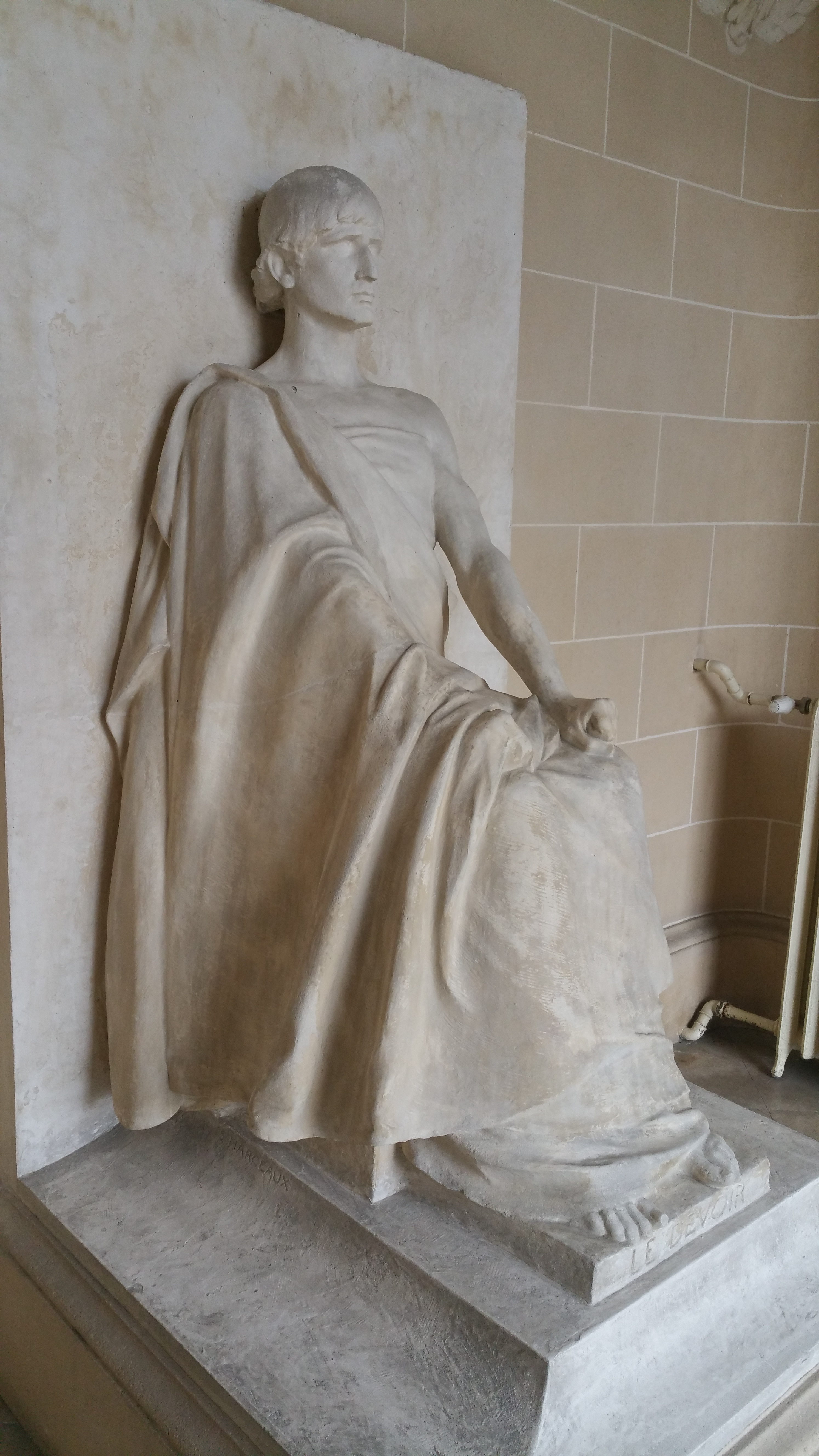
Долг. Статуя в ратуше города Виши.
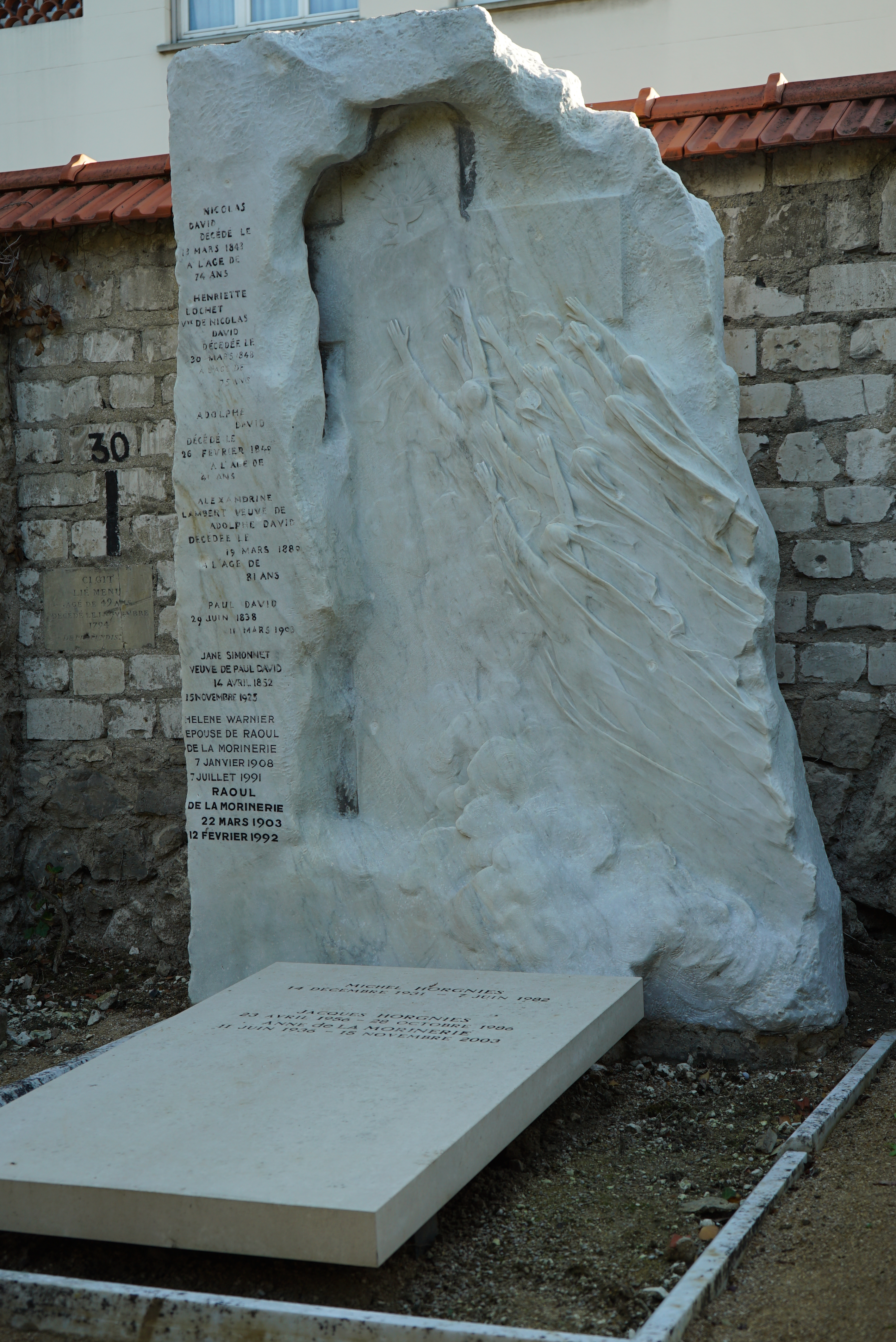
Надгробие журналиста Николя Давида на кладбище Реймса.
Флаг Всемирного почтового союза.